# 紀俊秀
紀 俊秀（きい としひで、明治3年10月24日（1870年11月17日） - 昭和15年（1940年）9月20日）は、日本の政治家、実業家、日前神宮・國懸神宮宮司。栄典は正三位勲三等男爵。貴族院議員（通算6期29年）。

## 生涯
明治3年（1870年）10月24日、日前神宮・國懸神宮宮司・紀俊尚と鶴子の三男として紀伊国名草郡秋月村（現在の和歌山県和歌山市秋月）で生まれる。幼名は文麿（ふみまろ）。学習院高等学科卒業。明治24年（1891年）1月に名を俊秀と改め、同年10月に日前神宮・國懸神宮宮司となる。明治29年（1896年）8月26日、家督を相続して男爵を襲爵した。明治30年（1897年）7月10日の第2回伯子男爵議員選挙で初当選し、貴族院議員に就任した。
大正12年（1923年）7月、第4代和歌山市長に就任し、博愛生命保険や万寿生命保険の社長、日本大博覧会評議員、税法整理案審査委員、地方制度調査会委員、大阪毎日新聞顧問、東京日日新聞顧問、大日本映画教育研究会会長などを歴任。
大正14年（1925年）7月10日、貴族院議員に再選して公正会に所属する。昭和15年（1940年）9月19日に首相官邸で行われた第12回教育審議会に出席中脳出血で倒れ、翌9月20日午前2時10分に搬送先の東京府東京市芝区明舟町（現在の東京都港区虎ノ門）の佐多病院で死去。69歳没。家督は奈良華族出身で婿養子の俊忠が継いだ。墓所は東京都の多磨霊園。

## 栄典
位階
- 1896年（明治29年）12月21日 - 正五位[6]
- 1902年（明治35年）12月20日 - 従四位[7]
- 1910年（明治43年）12月27日 - 正四位[8]

勲章等
- 1940年（昭和15年）8月15日 - 紀元二千六百年祝典記念章[9]

## 系譜
- 父：紀俊尚（日前神宮・國懸神宮宮司、天保6年8月13日 - 明治29年8月4日）
- 母：鶴子（伯爵松木宗有長女、弘化4年12月28日 - 明治44年5月14日）
  - 弟：紀俊（日前神宮・國懸神宮宮司）
- 妻：美稔（士族山本晟忠五女、明治8年3月24日 - 昭和31年2月27日）
  - 長女：富美子（紀俊忠夫人、明治30年6月14日 - 平成3年12月9日）
  - 次女：富久子（佐佐木行篤[10]夫人）
  - 三女：富佐子（平野義賢養女、明治41年6月23日 - ）
  - 四女：富喜子（西篤二夫人、明治43年7月25日 - ）
- 養子
  - 紀俊忠（男爵今園国映次男、明治25年12月5日 - 昭和45年1月22日）